# Edílson (futebolista)
Edílson Mendes Guimarães (Nova Esperança, 27 de julho de 1986) é um futebolista brasileiro que atuava como lateral-direito.

## Carreira
Edílson iniciou sua carreira nas categorias de base do Avaí aos 16 anos de idade, no ano de 2002. No ano de 2004, chegou a ser convocado para a Seleção Brasileira Sub-20 para a disputa da Milk Cup. Mesmo assim, conquistou pelo Avaí os títulos da Taça Governador Sub-17 de 2002 e do Campeonato Catarinense Juvenil e Juniores de 2003.
No ano de 2009, quando Edílson defendia a Ponte Preta, foi punido pelo clube por ter cometido um grande ato de indisciplina quando, juntamente com os companheiros de equipe Leandrinho e André, chegou embriagado a um treino após sofrer um acidente automobilístico na noite anterior. Ainda defendeu grandes clubes do futebol brasileiro, como o Grêmio. Pelo clube gaúcho ele fez sua estréia no dia 3 de março de 2010, quando venceu o Avenida por 3–1 com um gol e uma assistência de Edílson. Em 12 de julho de 2011, ele foi contratado por empréstimo de um ano e maio pelo Atlético Paranaense, a pedido do então treinador Renato Gaúcho.
No ano de 2013, foi contratado pelo Botafogo e no clube da estrela solitária, foi Campeão Carioca após vencer os dois turnos da competição. Após boa campanha pelo Botafogo, renovou o seu contrato com o clube para 2014. No dia 3 de outubro de 2014 teve seu contrato rescindido com o Botafogo devido divergências com a diretoria. Em 2015, acertou com o Corinthians até o final do Ano e no dia 25 de julho acertou a renovação de contrato por mais dois anos. Seu novo vinculo iria até o final de 2017, mas devido às poucas chances de titularidade no clube, fechou o retorno ao Grêmio no dia 13 de maio de 2016 assinando um contrato por três temporadas.
Em 29 de dezembro de 2017, foi contratado pelo Cruzeiro.
No dia 5 de setembro de 2018, em partida contra o Botafogo, marcou seu primeiro gol pelo clube mineiro.
Foi decisivo na partida contra o Tupynambás em Juiz de Fora, no dia 2 de fevereiro de 2020, quando marcou dois gols no mesmo jogo.
Em 5 de junho de 2020, teve seu contrato com o Cruzeiro rescindido, devido a dificuldades financeiras vividas pelo clube mineiro.
No dia 25 de agosto de 2020, o Goiás anuncia Edílson como seu novo reforço. Seu contrato vai até o final de fevereiro de 2021, ao encerrar o Brasileirão.

## Títulos
Vitória
- Campeonato Baiano: 2005

Ponte Preta
- Campeonato Paulista do Interior: 2009

Grêmio
- Campeonato Gaúcho: 2010 e 2022
- Taça Fronteira da Paz: 2010
- Copa do Brasil: 2016
- Copa Libertadores: 2017

Botafogo
- Taça Guanabara: 2013
- Taça Rio: 2013
- Campeonato Carioca: 2013

Corinthians
- Campeonato Brasileiro: 2015

Cruzeiro
- Campeonato Mineiro: 2018, 2019
- Copa do Brasil: 2018

Avaí
- Campeonato Catarinense: 2021